# Grimaldina brazzai
Grimaldina brazzai är en kräftdjursart som beskrevs av Richard 1892. Grimaldina brazzai ingår i släktet Grimaldina och familjen Macrothricidae. Inga underarter finns listade i Catalogue of Life.